# 京滋大学野球連盟
京滋大学野球連盟（けいじだいがくやきゅうれんめい、英語表記はKEIJI UNIVERSITY BASEBALL LEAGUE）とは、京都と滋賀に所在の大学の硬式野球部で構成された、全日本大学野球連盟傘下の大学野球リーグ。

## 略史
大別すると以下の4期に分けられる。

### 戦前・戦中
1928年、京都大学専門学校野球連盟から旧制大学が独立し、大谷大学、京都府立医科大学、京都帝国大学、立命館大学、龍谷大学の5大学で京都五大学野球連盟を設立する。その後1930年、立命館大学が3校対抗戦へ加わる形で関西四大学野球連盟（関西大学、京都帝国大学、同志社大学、立命館大学）へ移籍。

### 近畿地区大学野球連盟期
戦後の学制改革による新制大学の誕生に伴い、1947年には全国新制大学野球連盟が発足したが、後に京滋大学野球連盟に参加するチームは、当初は全国新制大学野球連盟内の近畿・中国・四国地区に含まれていた。1950年には京都学芸大学（現在の京都教育大学）の呼びかけで京都六大学野球連盟が設立。それが1952年の全日本大学野球連盟発足にともない移行し、1953年には全日本大学野球選手権大会の代表枠が近畿地区として独立したことで、近畿大学野球連盟と共に近畿地区大学野球連盟の配下に組み込まれた。なお1956年に滋賀大学が加盟したのを機に京滋大学野球連盟へ改称している。

### 連合結成期
関西六大学野球連盟 (旧連盟)と合併し、関西大学野球連合を組織。旧近畿地区の一員として下部を構成。京滋大学野球連盟の優勝校は、関西六大学リーグとの入れ替え戦への代表決定戦に出場。

### 連合解体・独立後
関西大学野球連合を解散。全日本大学野球選手権へ代表権に関しては京滋大学野球連盟として独立したが、連合解体直後から当面は、5リーグでの関西地区としての枠を争う形で割り当てられる。数年後には全国の再編成に伴い、関西地区各連盟と共に各連盟1代表の単独枠を獲得。

## 沿革
※関連団体についても併記

### 発足まで
- 1928年　京都五大学野球連盟が発足。
- 1946年　学制改革が実施。
- 1947年　全国新制大学野球連盟が発足。
- 1950年　京都六大学野球連盟が発足。同年をもって連盟発足とする。加盟校は京都学芸大学（現在の京都教育大学）、京都工芸繊維大学、西京大学（現在の京都府立大学）、龍谷大学、大谷大学、京都薬科大学。

### 近畿地区大学野球連盟期
- 1952年　全国大学野球連盟と全国新制大学野球連盟が合併し、全日本大学野球連盟が発足。京都六大学野球連盟は近畿・中国・四国地区に編入。
- 1953年　全日本大学野球選手権大会の代表枠において、近畿地区が独立。近畿地区大学野球連盟の傘下に編入。
- 1954年　京都学芸大学が連盟代表としては初の全日本大学野球選手権大会に近畿地区代表として出場。
- 1956年　滋賀大学が加盟。名称を京滋大学野球連盟に改める。
- 1959年　5月から西京大学が京都府立大学に校名を変更し、出場。

### 関西連合期
- 1962年　近畿地区と関西六大学野球連盟が合併し、関西大学野球連合を結成。旧近畿地区各連盟の3連盟は並列の形で下部を形成。京滋の優勝校は関西六大学リーグ最下位校との入れ替え戦に出場する為の代表決定戦に出場。同年秋に京都大学が関西六大学リーグから降格し、京滋リーグに所属。
- 1963年　春季に龍谷大学が連盟代表として初の入れ替え戦を突破し、関西六大学リーグに昇格。
- 1966年　4月から京都学芸大学が京都教育大学に校名を変更し、出場。
- 1967年　春季に立命館大学が関西六大学リーグから降格し、京滋リーグに所属。同年秋には再び関西六大学リーグに昇格。京都産業大学が加盟。
- 1968年　春季に立命館大学が関西六大学リーグから降格し、京滋リーグに所属。同年秋には再び関西六大学リーグに昇格
- 1969年　春季に立命館大学が関西六大学リーグから降格し、京滋リーグに所属。
- 1970年　佛教大学が加盟。
- 1971年　秋季に龍谷大学が関西六大学リーグから降格し、京滋リーグに所属。京都学園大学が加盟。
- 1973年　春季に京都産業大学が関西六大学リーグに昇格。
- 1974年　春季に京都産業大学と立命館大学が入れ替わり、京都産業大学は京滋に降格。立命館大学が関西六大学に昇格。
- 1981年　秋季に立命館大学と京都産業大学が入れ替わり、立命館大学は京滋に降格。京都産業大学が関西六大学に昇格。

### 連合解散以後
連合解散以後のチーム数の変遷はこちらに記載
- 1982年　関西大学野球連合が解体。それまで下部を構成していた他の2連盟とともに下部組織から独立。同時に関西地区全体の再編が行なわれ、連合解散直後に京滋リーグに所属していた龍谷大学、京都大学、立命館大学が脱退[3]。また春秋の全国大会への代表枠は再編後の関西地区5連盟で1代表を争う形に変更。
- 1983年　全日本大学野球選手権大会の関西地区の出場権が2つに確定。
- 1989年　全日本大学野球選手権大会の関西地区の出場権が3つに拡大。
- 1990年　佛教大学が連合解散後の連盟代表として初の全日本大学野球選手権大会に出場。
- 1991年　全日本大学野球選手権大会の出場枠再編成に伴い単独出場権を獲得。
- 1994年　関西地区大学野球5リーグ対抗戦を開始。
- 2005年　秋季に行なわれる明治神宮野球大会において関西地区の代表枠が1校増の2枠に拡大。
- 2019年　前年の秋季リーグ戦後の入替戦に勝利し1部への昇格が決まっていた福知山公立大学が、部員不足により春季リーグ戦に出場することなくリーグから脱退したため、春季は1部が5校・2部が7校での変則開催となり、2部優勝チームが入替戦なしで1部へ昇格となった（大谷大学が優勝し自動昇格）。
- 2019年　佛教大学が第68回全日本大学野球選手権大会で連盟初の準優勝。
- 2024年　2部リーグにおいて共に部員不足であった京都外国語大学と京都府立大学が連合チームを結成しリーグ戦に参加した。

## チーム数の変遷（連合解散以降）
| 年・期     | 全チーム数 | 1部 | 2部 | 備考                                             |
| ---------- | ---------- | --- | --- | ------------------------------------------------ |
| 1982年春季 | 11         | 6   | 5   | 関西大学野球連合解散により京滋大学野球連盟が独立 |
| 1993年春季 | 12         | 6   | 6   | 花園大学が加盟                                   |
| 1995年春季 | 11         | 6   | 5   | 滋賀県立短期大学が脱退                           |
| 1995年秋季 | 12         | 6   | 6   | 成安造形大学が加盟                               |
| 1996年春季 | 12         | 6   | 6   | 京都府立医科大学が脱退 滋賀県立大学が加盟        |
| 1997年春季 | 11         | 6   | 5   | 成安造形大学が脱退                               |
| 2003年春季 | 12         | 6   | 6   | 京都創成大学が加盟                               |
| 2004年秋季 | 13         | 6   | 7   | びわこ成蹊スポーツ大学が加盟                     |
| 2019年春季 | 12         | 5   | 7   | 福知山公立大学が脱退                             |
| 2019年秋季 | 12         | 6   | 6   | 1部のチーム数を6チームに戻す                     |
| 2021年春季 | 11         | 6   | 5   | 京都薬科大学が休部状態となる                     |
| 2022年春季 | 12         | 6   | 6   | 明治国際医療大学が加盟                           |

## 運営方法

### 構成
加盟校数の関係から前シーズンの成績を基にした各部6校を基本に1部と2部に分けたブロック運営を行なっている。
最上位リーグを1部リーグ、下位リーグを2部と称する。

### 対戦方法
春季と秋季にそれぞれリーグ戦を実施。また各シーズン終了後に各部の間で入れ替え戦を実施する。

#### 1部
春秋共に2戦先勝方式の総当たりによる勝ち点制。（引き分けは再試合）
佛教大-京都先端科学大の2校が優勝を争うことが多く、最終週にわかさスタジアムでカードが組まれると両校応援団を含む動員を行う。ナイター開催もあり、この模様は地元のKBS京都で放送されることもある。

#### 2部
春秋共に2回戦総当たりによる勝率制。（但し引き分けは再試合）

#### 2戦先勝方式
同一の対戦校に対し、先に2勝したチームがその相手校との対戦に勝利したとして対戦を終了する。（1勝1敗の場合は第3戦を行い決着を付ける。）

### 順位決定方法

#### 勝ち点制
- 同一対戦校に勝ち越した場合に勝ち点1を獲得し、勝ち点が多い方が上位。勝ち点が同じ場合は全体の勝率比較によって順位を決定。
- 勝ち点も勝率も同じ場合は、優劣の決定が必要な場合に限り決定戦（プレイオフ）を行なう。
- 決定戦の成績はリーグ戦の成績に加算しない。

#### 勝率制
当該チームの全勝数を引き分け試合を除いた全試合数で割ったもの。その数値が高いチームを上位とする。

### 入れ替え戦
各部のリーグ戦の終了後に上位リーグの最下位校と下位リーグの優勝校との間で対戦を組み、勝者チームを次シーズンの上位リーグの所属とする。（敗者チームは次シーズンは下位リーグ所属となる。）
対戦方法は2戦先勝方式。
なお、関西連合時代の京滋大学リーグでは、当該リーグを含めた下部リーグの優勝校は、関西六大学リーグとの入れ替え戦を行うために下部3連盟間との出場校決定戦に出場していた。実施状況については近畿学生野球連盟記事の入れ替え戦の節に詳細についての記述があるので参照の事。

## 試合会場
1部はわかさスタジアム京都はメイン会場として開幕戦、最終カード（主に佛教大と京都先端科学大の上位2校が対戦するケースが多い）、山城総合運動公園太陽ケ丘野球場、佛教大学園部キャンパス野球場、守山市民球場、草津グリーンスタジアム、また2部を含めて滋賀県立大学野球場、彦根市民球場、京都学園大学野球場を利用している。

## 歴代優勝

### 歴代優勝チーム・入れ替え戦の結果
平成以降の成績
- ◎：明治神宮野球大会出場権獲得
- ○：入れ替え戦の勝者
- ●：入れ替え戦の敗者

| 開催年 | 1部優勝                                      | 1部・2部入れ替え戦                           | 1部・2部入れ替え戦                           |
| 開催年 | 1部優勝                                      | 1部最下位                                    | 2部優勝                                      |
| ------ | -------------------------------------------- | -------------------------------------------- | -------------------------------------------- |
| 1989春 | 大谷大学                                     | 京都外国語大学●                              | 滋賀大学〇                                   |
| 1989秋 | 佛教大学                                     | 京都府立大学●                                | 京都工芸繊維大学○                            |
| 1990春 | 佛教大学                                     | 滋賀大学○                                    | 京都外国語大学●                              |
| 1990秋 | 佛教大学                                     | 京都工芸繊維大学●                            | 京都府立大学○                                |
| 1991春 | 佛教大学                                     | 京都府立大学●                                | 京都工芸繊維大学○                            |
| 1991秋 | 佛教大学                                     | 京都工芸繊維大学●                            | 京都外国語大学○                              |
| 1992春 | 佛教大学                                     | 滋賀大学○                                    | 京都府立大学●                                |
| 1992秋 | 佛教大学◎                                    | 滋賀大学○                                    | 京都府立大学●                                |
| 1993春 | 佛教大学                                     | 京都外国語大学●                              | 京都府立大学○                                |
| 1993秋 | 佛教大学                                     | 京都府立大学○                                | 花園大学●                                    |
| 1994春 | 佛教大学                                     | 滋賀大学○                                    | 京都外国語大学●                              |
| 1994秋 | 佛教大学                                     | 京都府立大学●                                | 花園大学○                                    |
| 1995春 | 佛教大学                                     | 滋賀大学○                                    | 京都工芸繊維大学●                            |
| 1995秋 | 佛教大学                                     | 花園大学●                                    | 京都工芸繊維大学○                            |
| 1996春 | 佛教大学                                     | 京都工芸繊維大学●                            | 花園大学○                                    |
| 1996秋 | 佛教大学                                     | 滋賀大学○                                    | 京都府立大学●                                |
| 1997春 | 佛教大学                                     | 花園大学○                                    | 京都工芸繊維大学●                            |
| 1997秋 | 京都学園大学                                 | 滋賀大学●                                    | 京都工芸繊維大学○                            |
| 1998春 | 京都教育大学                                 | 京都工芸繊維大学●                            | 滋賀大学○                                    |
| 1998秋 | 佛教大学                                     | 滋賀大学○                                    | 京都工芸繊維大学●                            |
| 1999春 | 佛教大学                                     | 滋賀大学●                                    | 京都工芸繊維大学○                            |
| 1999秋 | 大谷大学                                     | 京都工芸繊維大学●                            | 京都外国語大学○                              |
| 2000春 | 佛教大学                                     | 京都外国語大学●                              | 滋賀大学○                                    |
| 2000秋 | 佛教大学                                     | 滋賀大学●                                    | 京都外国語大学○                              |
| 2001春 | 京都学園大学                                 | 京都外国語大学○                              | 滋賀大学●                                    |
| 2001秋 | 佛教大学                                     | 京都外国語大学○                              | 京都薬科大学●                                |
| 2002春 | 佛教大学                                     | 京都外国語大学●                              | 滋賀大学○                                    |
| 2002秋 | 佛教大学                                     | 滋賀大学○                                    | 京都工芸繊維大学●                            |
| 2003春 | 佛教大学                                     | 滋賀大学○                                    | 京都工芸繊維大学●                            |
| 2003秋 | 佛教大学                                     | 大谷大学●                                    | 京都創成大学○                                |
| 2004春 | 佛教大学                                     | 京都創成大学●                                | 大谷大学○                                    |
| 2004秋 | 佛教大学◎                                    | 京都教育大学○                                | 京都創成大学●                                |
| 2005春 | 佛教大学                                     | 京都教育大学●                                | びわこ成蹊スポーツ大学○                      |
| 2005秋 | 佛教大学                                     | 滋賀大学○                                    | 京都教育大学●                                |
| 2006春 | 京都学園大学                                 | 滋賀大学●                                    | 京都創成大学○                                |
| 2006秋 | 佛教大学                                     | びわこ成蹊スポーツ大学○                      | 京都府立大学●                                |
| 2007春 | 佛教大学                                     | 花園大学○                                    | 滋賀大学●                                    |
| 2007秋 | 佛教大学                                     | びわこ成蹊スポーツ大学○                      | 京都教育大学●                                |
| 2008春 | 佛教大学                                     | 京都創成大学○                                | 滋賀大学●                                    |
| 2008秋 | 佛教大学◎                                    | 京都創成大学○                                | 京都外国語大学●                              |
| 2009春 | 佛教大学                                     | 京都創成大学●                                | 京都教育大学○                                |
| 2009秋 | 佛教大学◎                                    | 京都教育大学○                                | 京都創成大学●                                |
| 2010春 | 佛教大学                                     | びわこ成蹊スポーツ大学●                      | 成美大学○                                    |
| 2010秋 | 京都学園大学                                 | 花園大学○                                    | 滋賀県立大学●                                |
| 2011春 | 京都学園大学                                 | 花園大学○                                    | 滋賀大学●                                    |
| 2011秋 | 佛教大学◎                                    | 京都教育大学●                                | びわこ成蹊スポーツ大学○                      |
| 2012春 | 京都学園大学                                 | 大谷大学○                                    | 滋賀大学●                                    |
| 2012秋 | 京都学園大学◎                                | 花園大学○                                    | 京都教育大学●                                |
| 2013春 | 京都学園大学                                 | 大谷大学○                                    | 滋賀大学●                                    |
| 2013秋 | 京都学園大学                                 | 花園大学●                                    | 京都教育大学○                                |
| 2014春 | 佛教大学                                     | 京都教育大学●                                | 花園大学○                                    |
| 2014秋 | 佛教大学                                     | 花園大学○                                    | 京都教育大学●                                |
| 2015春 | 京都学園大学                                 | 花園大学○                                    | 京都教育大学●                                |
| 2015秋 | 京都学園大学                                 | 花園大学○                                    | 京都教育大学●                                |
| 2016春 | 花園大学                                     | 大谷大学○                                    | 京都教育大学●                                |
| 2016秋 | 京都学園大学                                 | 大谷大学●                                    | 京都教育大学○                                |
| 2017春 | 京都学園大学                                 | 福知山公立大学●                              | 大谷大学○                                    |
| 2017秋 | 佛教大学                                     | 京都教育大学●                                | 滋賀大学○                                    |
| 2018春 | 京都学園大学                                 | 大谷大学●                                    | 京都教育大学○                                |
| 2018秋 | 佛教大学                                     | 滋賀大学●                                    | 福知山公立大学（注1）○                       |
| 2019春 | 佛教大学                                     | 花園大学                                     | 大谷大学(注2)                                |
| 2019秋 | 佛教大学                                     | 京都教育大学●                                | 滋賀大学○                                    |
| 2020春 | 新型コロナウイルス感染症の影響により開催中止 | 新型コロナウイルス感染症の影響により開催中止 | 新型コロナウイルス感染症の影響により開催中止 |
| 2020秋 | 佛教大学                                     | 大谷大学○                                    | 滋賀県立大学●                                |
| 2021春 | 佛教大学                                     | 滋賀大学(注3)                                | リーグ戦打ち切り                             |
| 2021秋 | 佛教大学◎                                    | 滋賀大学○                                    | 京都教育大学●                                |
| 2022春 | 佛教大学                                     | 大谷大学○                                    | 京都教育大学●                                |
| 2022秋 | 京都先端科学大学                             | 滋賀大学○                                    | 京都外国語大学●                              |
| 2023春 | 花園大学                                     | 滋賀大学○                                    | 京都教育大学●                                |
| 2023秋 | 佛教大学                                     | 滋賀大学●                                    | 明治国際医療大学◯                            |
| 2024春 | 佛教大学                                     | 大谷大学●                                    | 滋賀大学◯                                    |
| 2024秋 | 佛教大学◎                                    | 滋賀大学◯                                    | 大谷大学●                                    |
| 2024春 | 佛教大学                                     | 滋賀大学●                                    | 大谷大学◯                                    |
| 2025秋 |                                              |                                              |                                              |

- (注1) ：福知山公立大学は、入替戦に勝利し1部昇格後に、部員不足により1部で全く戦うことなく脱退したが、1部チームの補充は行わなかったため、次期は1部5チームで行われた。
- (注2) ：チーム数を元に戻す（5→6）ため入替戦は行われず、1部最下位（5位）の花園大学は残留。2部優勝の大谷大学が1部に自動昇格した。
- (注3) ：2部がリーグ戦途中で打ち切りとなったため入替戦は行われなかった。

### リーグ優勝回数
2024年春季リーグ終了時点
1部リーグ
| 優勝回数 | 大学                                          |
| -------- | --------------------------------------------- |
| 62       | 佛教大学                                      |
| 18       | 京都産業大学 京都教育大学（旧：京都学芸大学） |
| 17       | 京都先端科学大学（旧：京都学園大学）          |
| 12       | 龍谷大学                                      |
| 9        | 京都大学                                      |
| 4        | 立命館大学                                    |
| 3        | 京都薬科大学 大谷大学                         |
| 2        | 花園大学                                      |

2部リーグ
| 優勝回数 | 大学                                                                        |
| -------- | --------------------------------------------------------------------------- |
| 25       | 滋賀大学                                                                    |
| 17       | 京都工芸繊維大学                                                            |
| 16       | 京都外国語大学                                                              |
| 15       | 京都府立大学（旧：西京大学）                                                |
| 14       | 京都教育大学 大谷大学                                                       |
| 7        | 京都薬科大学                                                                |
| 5        | 成美大学（旧：京都創成大学、現：福知山公立大学）                            |
| 4        | 花園大学                                                                    |
| 3        | 京都府立医科大学                                                            |
| 2        | 龍谷大学 佛教大学 びわこ成蹊スポーツ大学 滋賀県立大学                       |
| 1        | 京都産業大学 京都学園大学（現・京都先端科学大学） 京都大学 明治国際医療大学 |

### 全国大会成績
※大学選手権＝全日本大学野球選手権大会出場回数、神宮大会＝明治神宮大会出場回数。（大学選手権と神宮大会の実績はリーグ発足以前も含む）
| 学校                                  | 最終出場大会      | 全国大会 合計出場回数 | 大学選手権 | 神宮大会 | 備考 |
| ------------------------------------- | ----------------- | --------------------- | ---------- | -------- | --- |
| 佛教大学                              | 2025年 大学選手権 | 31                    | 24         | 7        | 全日本大学野球選手権大会準優勝：1回 全日本大学野球選手権大会ベスト8：1回 明治神宮大会ベスト4：2回 明治神宮大会ベスト8：1回 |
| 京都先端科学大学 （旧：京都学園大学） | 2018年 大学選手権 | 9                     | 8          | 1        | |
| 京都教育大学                          | 1998年 大学選手権 | 2                     | 2          | 0        | |
| 花園大学                              | 2016年 大学選手権 | 1                     | 1          | 0        | |

## 加盟大学
（2024年度秋季リーグ戦後の入替戦終了時点）

### 1部リーグ
- 佛教大学
- びわこ成蹊スポーツ大学
- 京都先端科学大学（旧：京都学園大学）
- 花園大学
- 明治国際医療大学
- 大谷大学

### 2部リーグ
- 滋賀大学
- 京都工芸繊維大学
- 京都教育大学
- 滋賀県立大学
- 京都外国語大学[6]
- 京都府立大学[6]

### かつて加盟していたことがある大学

#### 関西大学野球連合時
- 京都産業大学（旧関西六大学野球連盟昇格経験組。1973年秋季～1974年春季の間、旧関西六大学野球連盟に昇格。1974年秋季以降、再び京滋リーグに戻っていた。1981年秋の入替戦で立命館大学に勝利し旧関西六大学野球連盟に昇格したが、その年末のリーグ再編に伴い旧関六での試合を再び行うことなく、新関西六大学野球連盟側に加盟）
- 龍谷大学（旧関西六大学野球連盟昇格経験組。1963年秋季～1971年秋季まで旧関西六大学野球連に昇格。旧関六での優勝経験もある。1982年のリーグ再編に伴い京滋リーグを脱退し新関西六大学野球連盟に加盟）
- 立命館大学（旧関西六大学野球連盟からの降格組。1967年秋季・1968年秋季・1969年秋季～1974年春季に京滋リーグに降格加盟。旧関六への復帰と京滋リーグへの降格を何度も繰り返したが、1981年の秋の入替戦に敗れ京滋リーグに降格したことが、その年の暮の関西大学野球連合解体の引き金となる。1982年のリーグ再編に伴い、京滋リーグを脱退し関西学生野球連盟に加盟）
- 京都大学（旧関西六大学野球連盟からの降格組。降格直後の1963年春から1966年秋まで8季連続優勝するなど、京滋リーグ加盟直後は優勝の常連校となったが、関六との入替戦出場決定戦にはすべて敗れ、旧関六への復帰は一度もなかった。1982年のリーグ再編に伴い京滋リーグを脱退し関西学生野球連盟に加盟）

#### 関西大学野球連合解体後
- 滋賀県立短期大学（1994年秋季限りで脱退）
- 京都府立医科大学（1995年秋季限りで脱退）
- 成安造形大学（1995年秋季に加盟するも翌1996年秋季限りで脱退）
- 福知山公立大学（旧：京都創成大学・成美大学、2018年秋季に入替戦に勝利して1部に復帰したが、公立化でスポーツ推薦入学がなくなったことなどで、部員が秋季の14名から春季は3名まで減少し、2019年の春季大会には出場せず廃部・脱退）
- 京都薬科大学（2021年の春季大会から部員不足等により、リーグ戦に参加していない）

## 主な出身者
- 丸尾英司 - 元プロ野球選手（オリックス・ブルーウェーブ、大阪近鉄バファローズの元投手、プロ退団後社会人野球・松下電器野球部で活躍）
- 伊原克彦 - 競輪選手
- 河野秀数 - 元プロ野球選手（北海道日本ハムファイターズの元投手）
- 大野雄大 - プロ野球選手（中日ドラゴンズの投手[7]）：2020年東京オリンピックの野球競技・日本代表で金メダル・NPBでは81人目となるノーヒットノーランを達成[8]
- 張本優大 - 元プロ野球選手（福岡ソフトバンクホークスの元捕手[9]）
- 木村光 - プロ野球選手(福岡ソフトバンクホークスの投手)